# Громадянська війна (комікс)
«Громадянська війна» (англ. «Civil War») — обмежена серія коміксів від видавництва Marvel Comics, зі сценарієм від Марка Міллара, та малюнком від Стіва Мак-Нівена та інших. Після своєї першої публікації, яка тривала з липня 2006 по січень 2007 року, серія була багато разів передрукована у різних форматах і виданнях, збірках. Під час свого оригінального тривання також було опубліковано велику кількість випусків у інших серіях, в яких перетнулася ця сюжетна лінія (ці випуски називаються «тай-іни»). Сюжетна лінія будується на подіях, які розвивалися в попередніх сюжетних лініях Marvel, зокрема «Avengers Disassembled», «House of M», та «Decimation». Слоган цієї серії: «На чиєму ви боці?» (англ. "Whose Side Are You On?")
Сюжет серії розпочинається з уряду США, який приймає закон про реєстрацію супергероїв, ідейно призначений для того, щоб люди з суперздібностями діяли під офіційним контролем. Однак деякі супергерої вирішують протистояти акту, на чолі з Капітаном Америкою, та опиняються у конфлікті з тими, хто підтримує акт, яких очолює Залізна Людина. Людина-павук, по ходу сюжету міняє свій бік; Люди Ікс займають нейтральну позицію. Супергерої в підтримку закону, такі як Залізна Людина, Містер Фантастик і Міс Марвел (Керол Денверс) стають все авторитарнішими. Ідейний сиквел, «Громадянська війна II» (англ. «Civil War II»), дебютував у червні 2016 року.
Серія розколола не тільки героїв сюжету, а й критиків, проте все-таки отримала великі продажі та популярність. Фільм «Перший месник: Протистояння» (оригінальна назва дослівно перекладається як «Капітан Америка: Громадянська війна») зняли як вільну адаптацію цієї історії. У фільмі не було такої великої чисельності персонажів, та й умова прийняття закону зовсім інша.
21 вересня 2019 року було випущено українське видання коміксу від видавництва «MAL'OPUS».

## Створення
Ідея створення серії виникла під час бесіди між Марком Мілларом, Браяном Майклом Бендісом і Браяном Гітчем. У цій історії між супергероями починається громадянська війна внаслідок поділу думки персонажів з приводу Акту реєстрації надлюдей.
Передумовою до подій «Громадянської війни» є введення акту реєстрації для супергероїв в США. Подібні сюжети вже мали місце в коміксах «Вартові», Uncanny X-Men, DC: The New Frontier, Powers та Astro City, хоч і не в такому масштабі, як у «Громадянській війні». За словами сценариста серії Марка Міллара, він хотів розповісти історію, в якій потенційне майбутнє супергероїв як класу знаходиться під загрозою. Люди вважають їх небезпечними, проте не хочуть позбавлятися від надлюдей. Громадськість закликає уряд створити якусь подобу поліції, що складається з суперлюдей, повністю контрольований державою. На думку Міллара, подібний сюжет в коміксах є досить оригінальним і раніше такого не робив ніхто.

### Відтермінування
В серпні 2006 року видавництво Marvel оголосило, що декілька наступних випусків головної серії Civil War будуть відсунуті протягом кількох місяців, щоб дочекатися художника Стіва Мак-Нівена. За графіком випуск #4 вийшов на місяць пізніше, у вересні, в той час як випуск #5 вийшов на два місяці пізніше, в листопаді. Крім того, різні супутні комікси (тай-іни), включаючи мінісерію Civil War: Front Line та інші випуски супутніх коміксів, також були відкладені на кілька місяців, щоб не розривати ніяких сюжетних послідовностей.
В кінці листопада 2006 року Marvel оголосила про чергову затримку. Civil War #6, спочатку планувався на 20 грудня, але був відсунутій протягом двох тижнів і вийшов 4 січня. The Punisher War Journal #2 також затримався. У завершальному акті перепланування Civil War #7 був відсунутій два тижні (з 17 січня по 31 січня), а потім знову відкладений до 21 лютого.

### За лаштунками
Після публікації останнього випуску, Civil War #7, Марк Міллар дав інтерв'ю Newsarama й описав цю подію як «історію, в якій хлопець, загорнутий в американський прапор, знаходиться в ланцюгах, коли люди обмінюють свободу на безпеку», погодившись з тим, що «певна політична алегорія» була присутня у коміксі, але справжній фокус події був на супергероях, що борються один з одним. Протиставляючи його The Ultimates, Міллар заявив, що Громадянська війна була «випадково політичною, тому що я просто не можу нічого поробити з собою».

## Сюжет
Синопсис
Жахлива трагедія, спричинена супергероями-аматорами, розділила наймогутніших героїв світу. Відтепер уряд США вимагає від кожного самосудця в масці розкрити свою особистість і заступити на офіційну службу. Та далеко не всі згодні з такими умовами. Давні товариші по команді Месники — Капітан Америка і Залізна людина опиняються по різні боки суперечки! Сценарист Марк Міллар і художник Стів Мак-Нівен розділили Всесвіт Marvel на дві частини, де кожен б'ється один з одним у найвідомішій та найуспішнішій події всіх часів!

## Персонажі
| Виступають За реєстрацію Лідер: Залізна людина | Виступають Проти реєстрації Лідер: Капітан Америка | Нейтралітет                                                                               |
| --- | --- | ----------------------------------------------------------------------------------------- |
| - Громовержці: - Веном (Мак Гарган) - Джек-ліхтарник - Леді смертельний удар - Мічений - Радіоактивна людина - Спостерігач - Блазень - Людина-павук (Пітер Паркер) - Джулія Карпентер - Бішоп - Жовтий жакет - Капітан Марвел - Жінка-Галк - Міс Марвел - Містер фантастик - Оса - Раґнарок (клон Тора) - Часовий - Чорна вдова - Док Самсон - Марія Гілл - Вихор - Батіг - Співоча пташка - Дедпул | - Юні Месники: - Віжн - Віккан - Патріот - Галклінґ - Алмазна змія - Геркулес - Ґоліаф - Жінка-павук (Джессіка Дрю) - Каратель - Люк Кейдж - Плащ і Кинджал - Сокіл - Шибайголова - Тигра - Ультра-дівчинка - Кейбл - Жінка-невидимка - Людина-факел - Чорна Пантера - Соколине око (Кейт Бішоп) - Шторм - Нік Ф'юрі - Росомаха - Неймор | - Доктор Стрендж - більшість Людей Ікс - Істота - Нова (Річард Райдер) - більшість Вічних |

## Критика
На момент її виходу, Громадянська війна отримала неоднозначні відгуки. Comic Book Round Up дав серії середній рейтинг 6,5. Згідно з науковим аналізом, представленого на Comic-Con International 2007 року, конфлікт цій історії є природним результатом того, що психолог Еріх Фромм назвав «основною людською дилемою», конфліктуючими бажаннями як безпеки, так і свободи та «мотивації характеру з обох сторін виникають з позитивних людських якостей, тому що образ людської природи Фромма зрештою оптимістичний, вважаючи, що люди з обох сторін борються за те, що краще для всіх». Проте з часом Громадянська війна стала сприйматися більш прихильно. IGN оцінив його як одну з найбільших подій коміксів.

## Українське видання
Ввечері 11 вересня видавництво анонсувало випуск коміксу «Громадянська війна» на Comic Con Ukraine 2019 (21-22 вересня 2019 року), з усіма стандартами видання видавництва. 13 вересня було анонсовано ще одне видання цього коміксу з «ексклюзивною обкладинкою» (300 примірником), спеціально для фестивалю CCU2019.

## Поза коміксів

### Відеоігри
- 15 вересня 2009 року Activision випустила гру «Marvel Ultimate Alliance 2» від розробника Vicarious Visions, для таких платформ: Xbox 360, PS3, Wii, PSP, NDS. Сюжет Marvel: Ultimate Alliance 2 базується на двох важливих подіях всесвіту: «Таємні війни» і «Громадянська війна».
- У грі «Spider-Man: Web of Shadows» є відсилання до Громадянської війни: на одному з рекламних щитів газети Daily Bugle висить стаття, присвячена Акту реєстрації супергероїв, в якій йдеться про те, що станеться, якщо закон набере чинності.

### Фільми
У 2016 році вийшов фільм за мотивами коміксу про Громадянську війну — «Перший месник: Протистояння».